# Junk art
Junk-art (junk – śmieci; art – sztuka) to jedna z tendencji w sztuce amerykańskiej rozwijająca się w latach 50. XX wieku w ramach ekspresjonizmu abstrakcyjnego (zwanego też szkołą nowojorską). Często kojarzona z neodadaizmem i Combine Art. Również Merzbau Kurta Schwittersa i sztuką Marcela Duchampa.
Junk-art jest sztuką tworzoną z powszechnie używanych przedmiotów połączonych w jedną całość. Zwykle są to przedstawienia abstrakcyjne jednak mogą przybierać kształt zwierząt, ludzi albo innych przedmiotów.
Fragmentów gazet, kolorowych papierów i innych "śmieci" do przedstawiania istoty malowanego tematu bez aktualnego jego przedstawiania jako pierwsi użyli Pablo Picasso i Georges Braque w fazie kubizmu syntetycznego (podczas kubizmu hermetycznego nastąpiło w ich sztuce prawie całkowite odejście od malarstwa przedstawieniowego co wywołało dość duży szok u artystów, którzy przeciwni byli abstrakcji).